# هیس! دخترها فریاد نمی‌زنند
هیس! دخترها فریاد نمی‌زنند فیلمی از پوران درخشنده است که در اکران ویژهٔ عید فطر سال ۱۳۹۲ در ایران به اکران درآمد. نویسنده و کارگردان فیلم پوران درخشنده است و تهیه‌کنندگی آن، کار مشترک شرکت خورمهر و بنیاد سینمایی فارابی است. .
نشریه معتبر ورایتی ایالات متحده آمریکا از این فیلم تمجید کرد.

## خلاصهٔ داستان
شیرین در بزرگسالی بعد از دو نامزدی ناموفق حالا واقعاً عاشق شده اما وقتی می‌خواهد ازدواج کند مردی که دختر بچه کوچکی را به زور با خود می‌برد می‌بیند و تصمیم می‌گیرد دختر را نجات دهد. در همین حین شیرین مرد را به قتل می رساند…

## ایده داستان
پوران درخشنده چگونگی ساخت این فیلم را چنین شرح داده‌است: سال ۶۸ دفترچه‌ای از شهر بوکان به دست من رسید که هنوز هم اینجاست. در این دفترچه پسری توضیح داده بود که مورد آزار قرار گرفته‌است. آن زمان من سر فیلم «زمان از دست رفته» بودم. این موضوع همین‌طور در ذهن من ماند تا سر فیلم «شمعی در باد» که موضوعی از طرف شخصی که من او را می‌شناختم برایم تعریف شد و دوباره ذهنم را به خود مشغول کرد. ماجرا از این قرار بود که اتفاقی برای دختر این شخص افتاده بود که با موضوع آن دفترچه که چند سال قبل به دستم رسیده بود ارتباط داشت. من روزی وارد دفتر این خانم شدم و دیدم که بسیار آشفته و پریشان است. بعد مشخص شد فردی که مورد اعتمادشان بوده و دخترشان را به مدرسه می‌برده و آورده به مدت یک سال این دختربچه را مورد آزار و اذیت قرار می‌داده‌است.
کتاب فیلمنامه این اثر در قطع رقعی در انتشارات روشنگران و مطالعات زنان به چاپ رسیده‌است.

## بازیگران
- طناز طباطبایی در نقش شیرین نعیمی
- شهاب حسینی در نقش بازپرس
- مریلا زارعی در نقش فریماه تولایی وکیل شیرین
- امیر آقایی در نقش داریوش منزلتی پدر عسل
- بابک حمیدیان در نقش مراد صفرخانی
- جمشید هاشم‌پور در نقش سرگرد
- نیما صفایی در نقش امیرعلی جمالی نامزد شیرین
- فرهاد آئیش در نقش رئیس زندان
- ستاره اسکندری در نقش دکتر روان‌شناس
- هادی مرزبان در نقش پدر شیرین
- مائده طهماسبی در نقش زیبا مادر شیرین
- شیرین بینا در نقش مادر عسل
- محبوبه بیات
- مجید مشیری در نقش پدر امیر علی
- اسماعیل سلطانیان در نقش کارمند زندان
- رضا توکلی در نقش جمشیدی فرش فروش
- مهدی ماهانی
- بهار رضازاده در نقش معلم دبستان شیرین
- سارا بهارلو در نقش کودکی شیرین
- غزل ذوالفقاری
- امیر دژاکام وکیل
- لاله مرزبان

## جوایز
- دریافت جایزه بهترین بازیگر نقش مکمل مرد توسط بابک حمیدیان در جشن انجمن منتقدان سینمای ایران در سال ۱۳۹۲.[۵]
- جایزه بهترین فیلمنامه، بهترین بازیگر (برای طناز طباطبایی) و لوح تقدیر بهترین فیلم از جشنواره فیلم زنان مستقل آمریکا.[۶]
- جایزه بهترین بازیگر نقش اول زن از سوی فستیوال فیلم‌های ایرانی سانفرانسیسکو
- جایزه بهترین فیلم داستانی بلند به پوران درخشنده برای ساخت این فیلم در دوازدهمین دوره جشنواره بین‌المللی ACTION ON FILM در کشور آمریکا
- جایزه بهترین بازیگر مرد برای شهاب حسینی در دوازدهمین دوره جشنواره بین‌المللی ACTION ON FILM در کشور آمریکا

### سی و یکمین دوره جشنواره فیلم فجر
| بخش                           | نامزد         | نتیجه    | جایزه                                  |
| ----------------------------- | ------------- | -------- | -------------------------------------- |
| بهترین موسیقی متن             | کارن همایون‌فر | نامزدشده |                                        |
| بهترین بازیگر نقش مکمل زن     | مریلا زارعی   | نامزدشده |                                        |
| بهترین فیلم از نگاه تماشاگران | پوران درخشنده | برنده    | سیمرغ بلورین به همراه فیلم (حوض نقاشی) |

### چهاردهمین دوره جشن حافظ
| قسمت                    | نامزد         | نتیجه    |
| ----------------------- | ------------- | -------- |
| بهترین فیلم             | پوران درخشنده | نامزدشده |
| بهترین فیلمنامه سینمایی | پوران درخشنده | برنده    |
| بهترین بازیگر مرد سینما | بابک حمیدیان  | برنده    |
| بهترین بازیگر زن سینما  | طناز طباطبایی | نامزدشده |